# Mentasol
Mentasol foi uma pasta de dente fabricada pela empresa Pepsodent, em 1940. Na época, a fabricante produzia vários itens de higiene bucal e a Mentasol era um desses produtos. Depois que a Pepsodent foi comprada por subsidiárias da Unilever, a pasta ficou sendo produzida por essas subsidiárias mas ainda carregando o nome da empresa inicial até haver mais uma fusão e o produto desaparecer por definitivo.
A pasta era feita com clorofila verde.